# L'Enfant et les Loups
Ne doit pas être confondu avec L'Enfant des loups.
L'Enfant et les Loups est un téléfilm français d'aventures de Pierre-Antoine Hiroz, diffusé en 1998, avec Marie Sambourg, Pascale Rocard, Christophe Malavoy et Chick Ortega.

## Synopsis
Othilie, jeune parisienne de huit ans vient passer ses vacances chez son oncle à la montagne. Ce dernier est directeur d'un parc régional. Dans le village, les éleveurs voient leurs moutons se faire tuer les uns après les autres par des loups. On n'avait pas revu ces loups dans la région depuis plusieurs décennies. Les loups provoquent toujours chez les habitants une peur et une panique ancestrale.

## Fiche technique
- Scénariste : Natalie Carter , Jean Curtelin et Alexis Salatko
- Compositeur musique : François Bernheim
- Directeur de la photographie : Denis Jutzeler
- Chef monteur : Eliane Guignet
- Chef décorateur : Ivan Niclass
- Société de production : Ciné Manufacture et France 2

## Distribution
- Marie Sambourg : Othilie
- Christophe Malavoy : l'oncle Antoine
- Pascale Rocard : Jeanne
- Chick Ortega : Tambourin
- Clémence La Fleurière : la Rouquine
- Teco Celio : Bastien
- Anne-Lise Fritsch : Louise
- Marco Calamandrei : Nestor

## Autour du téléfilm
Les loups ont été dressés par Thierry Le Portier.